# 李一纯
李一纯（1899年2月28日—1984年5月17日），原名李崇英，女，湖南长沙人，中国共产党早期人物。

## 生平
李一纯早年与杨开慧等在长沙周南女中求学。1923年参加革命，先后在广州农民运动讲习所、黄埔军校、武汉农民运动讲习所担任教员。1925年，在上海经向警予介绍加入中国共产党。原为杨开智妻子。1922年底与李立三结识。1923年1月底，与李立三一同回长沙，后随李立三到了安源。1923年1月，在安源与李立三结为夫妻。后在安源从事工人运动。1925年10月，受组织委派同李立三、蔡和森、向警予等人前往莫斯科，参加1926年2月17日至3月15日，在当地召开的共产国际第六次执委扩大会议和红色职工国际会议。会后入莫斯科中山大学学习。1926年再婚，与蔡和森结婚。
1927年回国，参加中国共产党第五次全国代表大会，任大会记录，但代表资格尚未完全确定。国共合作失败后，从事中共地下工作，1933年6月，中共江苏省委机关又遭破坏，被逮捕入狱。后经党组织多方营救出狱到达延安。先后在延安鲁迅艺术学院、陕甘宁边区行政学院工作。
中华人民共和国成立后，在北京育英学校、北戴河中直疗养院、北京中直机关等单位任职。1984年5月17日，在北京逝世。